# Acaya Open 2011
Het Acaya Open was in 2011 een eenmalig golftoernooi op de Europese Challenge Tour.
Op de agenda van de Challenge Tour in 2011 staan vier Italiaanse toernooien, het Toscaans Open in mei, het Roma Golf Open in oktober en de Grand Final in november. Het Acaya Open is een nieuwe toevoeging, en wordt van 7-10 juli gespeeld op de Acaya Golf Resort in Lecce, in de hiel van de Italiaanse laars. 

## Verslag
De baan heeft een par van 70. Hij is vrij vlak en heeft een clubhuis dat uit de 16de eeuw dateert. Het lijkt een beetje op een fort, het heeft een binnenplaats met citroen- en olijfbomen.  
Ronde 1
HP Bacher werd 's ochtends clubhouse leader met -2 en kreeg later nog vijf spelers naast zich: Elliot Saltman, Henrik Norlander, Jorge Campillo, Branden Grace  en Antonio Saragnese. Alleen Jamie Moul ging hun op zijn tiende hole voorbij en eindigde met -5 op de eerste plaats.
Ronde 2
Dat Mould aan de leiding bleef was voor hem een meevaller, want in de laatste zes holes verloor hij zes slagen. HP Bacher bleef op de 2de plaats, nu samen met Jorge Campillo en Chris Doak, die beiden een tweede ronde van 69 maakten. 

De in Glasgow geboren Chris Doak is geen bekende speler buiten zijn eigen land, maar in 2008 was hij de beste PGA speler in het Verenigd Koninkrijk & Ierland. Via de Tourschool kreeg hij speelrecht voor de Europese PGA Tour van 2009. Hij slaagde er niet in zijn spelerskaart te behouden. 

Ronde 3
Jorge Campillo ging aan de leiding met een ronde van 67, hoewel hij op hole 11 en 12 zijn bal in het water sloeg. Op beide holes maakte hij toch nog een bogey. Florian Praegant, die in ronde 2 het toernooirecord speelde, maakte in ronde 3 een score van 67, goed voor een 2de plaats. Richard Kind, de enige Nederlander die het weekend nog speelt, maakte -1 en steeg twintig plaatsen.
Ronde 4
Voor Jamie Moul was deze week de top van zijn carrière. Hij speelde drie van de vier rondes onder par en behaalde zijn eerste overwinning op de Challenge Tour. Brenden Grace zette het toernooirecord op zijn naam met een ronde van 64. Richard Kind speelde par maar steeg toch nog enkele plaatsen.
- Leaderboard

| Naam                  | R1 | Score | Nr   | R2 | Score | Totaal | Nr  | R3 | Score | Totaal | Nr  | R4 | Score | Totaal | Nr  |
| --------------------- | -- | ----- | ---- | -- | ----- | ------ | --- | -- | ----- | ------ | --- | -- | ----- | ------ | --- |
| Jamie Moul            | 65 | -5    | 1    | 71 | +1    | -4     | 1   | 71 | +1    | -3     | T3  | 65 | -5    | -8     | 1   |
| Brenden Grace         | 68 | -2    | T    | 73 | +3    | +1     | T   | 68 | -2    | -1     | T   | 64 | -6    | -7     | T2  |
| Jorge Campillo        | 69 | -1    | T6   | 69 | -1    | -2     | T2  | 67 | -3    | -5     | 1   | 68 | -2    | -7     | T2  |
| Daniel Vancsik        | 72 | +2    | T    | 67 | -3    | -1     | T   | 70 | par   | -1     | T   | 66 | -4    | -5     | 4   |
| Victor Riu            | 70 | par   | T10  | 71 | +1    | +1     | T13 | 66 | -4    | -3     | T3  | 69 | -1    | -4     | 5   |
| Florian Praegant      | 74 | +4    | T52  | 65 | -5    | -1     | T5  | 67 | -3    | -4     | 2   | 76 | +6    | +2     | T11 |
| Chris Doak            | 69 | -1    | T6   | 69 | -1    | -2     | T2  | 77 | +7    | +5     | T26 | 71 | +1    | +6     | T26 |
| Richard Kind          | 77 | +7    | T96  | 70 | par   | +7     | T55 | 69 | -1    | +6     | T34 | 70 | par   | +6     | T28 |
| HP Bacher             | 68 | -2    | T2   | 70 | par   | -2     | T2  | 74 | +4    | +2     | T13 | 76 | +6    | +8     | T37 |
| Jurrian van der Vaart | 74 | +4    | T52  | 74 | +4    | +8     | MC  |    |       |        |     |    |       |        |     |
| Pierre Relecom        | 76 | +6    | T78  | 72 | +2    | +8     | MC  |    |       |        |     |    |       |        |     |
| Laurent Richard       | 77 | +7    | T96  | 74 | +4    | +11    | MC  |    |       |        |     |    |       |        |     |
| Wouter de Vries       | 78 | +8    | T109 | 75 | +5    | +13    | MC  |    |       |        |     |    |       |        |     |

## De spelers
Wouter de Vries speelt hier deze week, zijn broer Floris speelt deze week het Schots Open.
| - Juan Abbate - Bjorn Åkesson - Victor Almström - HP Bacher - Roderick Bastard - Luca Beneduce - Adrien Bernadet - Marco Bernardini - Nino Bertasio - Davide Bertoli - Alan Bihan - Jean-Nicolas Billot - Claudio Blaesi - Nico Bollini - Knut Borsheim - Maximillian Levin Bosse - André Bossert - Michiel Bothma - Juan Antonio Bragulat - Christophe Brazillier - Daniel Brooks - Alessio Bruschi - Jonathan Calswell - Jorge Campillo - Emanuele Canonica - Baptiste Chapellan - Marco Cidonio - Moises Cobo - Marco Crespi - Matthew Cryer - Thomas Curtis - Mads Dam - Paolo De Salvatore - Raphaël de Sousa - Wouter de Vries - Gavin Dear - François Delamontagne - Matteo Delpodio - Chris Doak | - Jack Doherty - Agustin Domingo - Scott Drummond - Edouard Dubois - Pelle Edberg - Federico Elli - Martin Erlandsson - Borja Etchart - Ben Evans - Tyrone Ferreira - Charlie Ford - Andy Gall - Luca Galliano - Jordi Garcia - Jordi Garcia Pinto - Kevin Garwood - Branden Grace - Alessandro Grammatica - Julien Grillon - Julien Guerrier - Scott Harrington - James Heath - Jonas Enander Hedin - Nuno Henriques - James Hepworth - Andreas Högberg - Mark Hooper - Garry Houston - Sam Hutsby - Grant Jackson - Nick James - Lasse Jensen - Jin Jeong - Steven Jeppesen - Jeremy Kavanagh - Niall Kearney - Ian Keenan - Lloyd Kennedy - Jesper Kennegard | - Maximilian Kieffer - Richard Kind - Espen Kofstad - Manfred Krainz - Max Kramer - Emmanuele Lattanzi - Craig Lee - Jesus Legarrea - Niklas Lemke - Rob Leonard - Jamie Little - Gary Lockerbie - Daniel Lokke - Jonathan Lomas - Nunzio Daniele Lombardi - Johan Lopez Lazaro - Callum MacAuley - Morten Orum Madsen - Andrea Maestroni - Lorenzo Magini - Ben Mannix - Michael McGeady - Nicolas Meitinger - Benjamin Miarka - Gregory Molteni - Cesar Monasterio - John E Morgan - Jamie Moul - Ricki Neil-Jones - Henrik Norlander - Jason Palmer - Andrea Pavan - Eddie Pepperell - Damien Perrier - Andrea Perrino - Sandro Piaget - Florian Praegant - Pierre Relecom - Laurent Richard | - Victor Riu - James Robinson - Costantino Rocca - Jake Roos - Jacob Roth - Charles-Edouard Russo - Elliot Saltman - Ricardo Santos - Antonio Saragnese - Wilhelm Schauman - Andrea Signor - Nick Smith - Anthony Snobeck - Matthew Southgate - Kyron Sullivan - Alessandro Tadini - Andrew Tampion - Hardeep Thethy - Steven Tiley - Inigo Urquizu - Vittorio Andrea Vaccaro - Jurrian van der Vaart - Daniel Vancsik - Mads Vibe-Hastrup - Leif Westerberg - Sean Whiffin - Tom Whitehouse - Ross Whitelock - Dale Whitnell - Daniel Wuensche - Michele Zanini Amateurs - Andrea Bolognesi - Riccardo Michelini - Lorenzo Scotto - Emanuele Sesia |